# Scinax rostratus
La ranita rostral (Scinax rostratus) es una especie de anfibios de la familia Hylidae.
Habita en Colombia, Guayana, Panamá, Surinam, Venezuela y posiblemente en Brasil.
Sus hábitats naturales incluyen bosques tropicales o subtropicales secos, sabanas secas, marismas de agua dulce, corrientes intermitentes de agua, pastos, jardines rurales y zonas previamente boscosas ahora muy degradadas.
Está amenazada de extinción por la destrucción de su hábitat natural.